# چبینیا، وئیودشیپ سیلسیان
چبینیا، وئیودشیپ سیلسیان (به لاتین: Trzebinia, Silesian Voivodeship) یک سکونتگاه مسکونی در لهستان است که در Gmina Świnna واقع شده‌است.

## خصوصیات
چبینیا ۱٬۷۲۱ نفر جمعیت دارد.